# Resident Evil Genesis
Resident Evil Genesis es un videojuego de la saga Resident Evil de teléfono móvil, desarrollado por Capcom, lanzado el 2007. El juego vuelve a los acontecimientos de Resident Evil, con los sucesos ocurridos en Arklay Mountains en la Mansión Spencer.

## Argumento
El juego comienza con Jill Valentine y los demás miembros de S.T.A.R.S. del equipo Alfa Barry Burton y Albert Wesker que buscan a los miembros desaparecidos del equipo Bravo en las Montañas Arklay encontrando los restos de su helicóptero, siendo atacados por perros mutantes. Tras escapar de ellos buscan refugio en una mansión cercana, propiedad de Umbrella Corporation, la Mansión Spencer, que parecía abandonada. Al inspeccionar la mansión, se encuentran que está plagada de zombis y criaturas derivadas del T-Virus y el Virus Progenitor creados por Umbrella, entre ellos, Lisa Trevor quien persigue a Jill a través de la mansión, pero perdiendo su rastro. En la mansión logran encontrar varios oscuros secretos de Umbrella en armamento biológico y otras cosas. Después de que Jill logra destruir a la Planta 42 se da cuenta de que Barry la a traicionado por culpa de Wesker quien lo chantajeo con su familia, pero él es asesinado por Lisa Trevor y Jill aprovecha para seguir adelante, derrotando a una araña gigante y después poder llegar a las catacumbas debajo de la mansión, encontrando a un miembro herido del equipo Bravo, Enrico Marini quien le dice que hay un traidor en el equipo antes de ser asesinado misteriosamente por un disparo. Jill continúa explorando, llegando a los laboratorios secretos donde descubre que Wesker es el traidor y en eso él activa el sistema de autodestrucción de la mansión y aprovecha para liberar al Tyrant T-002, la mayor creación en armamento biológico de Umbrella derivada del T-Virus en ese momento, pero el Tyrant ataca a Wesker y persigue a Jill, pero esta logra asesinarlo y escapa de la mansión por el helicóptero de su equipo que la recoge antes de que se destruyera todo el edificio.

## Jugabilidad
Adaptado específicamente para teléfonos celulares, ofrece una vista isométrica en 2D usando sprites en lugar de los gráficos en 3D encontrados originalmente en Resident Evil. El modo de juego también ha sido adaptado y, centrándose en la resolución de puzles y aventuras. Las habitaciones a menudo requieren llaves específicas o elementos que permiten al jugador pasar a la siguiente área, y estos elementos se ocultan en diversos objetos, tales como los aparadores y las plantas, que obliga al jugador a buscar toda la habitación para continuar.

## Protagonistas
El jugador toma el control de Jill Valentine, que ha entrado en la Mansión Spencer juntos con algunos miembros sobrevivientes de S.T.A.R.S.entre ellos Chris Redfield. buscando una forma de sobrevivir de los perros mutantes que habían atacado a su equipo en el bosque sin saber lo que les aguarda en la mansión.

## Diferencias con Resident Evil
- Las armas se limitan a un cuchillo de combate, una pistola Beretta M92FS, un revólver Colt Anaconda, una escopeta Remington M870, un lanzagranadas Milkor MGL y un lanzallamas M9A1-7.
- Los enemigos se limitan a zombis, crimson head, cerberus, hunters, Giant Spider, Lisa Trevor, Planta 42 y el Tyrant.
- Personajes secundarios como Chris Redfield, Rebecca Chambers, y Richard Aiken fueron retirados de la historia.
- En lugar de simplemente apuntar y disparar, cuenta con un sistema de indicadores en el que un jugador debe presionar el botón de acción cuando el indicador lo indique. Cuando se hace correctamente, el enemigo es dañado, cuando se hace incorrectamente, el jugador no le da al objetivo.

- Datos: Q17996692